# Дуд (Арад)
Дуд (рум. Dud) насеље је у Румунији у округу Арад у општини Тарнова. Oпштина се налази на надморској висини од 150 m.

## Становништво
Према подацима из 2002. године у насељу је живело 691 становника.

### Попис2002.
| Расподела становништва по националности 2002.‍ | Расподела становништва по националности 2002.‍ | Расподела становништва по националности 2002.‍ | Расподела становништва по националности 2002.‍ | Расподела становништва по националности 2002.‍ |
| --------------------------------------------- | --------------------------------------------- | --------------------------------------------- | --------------------------------------------- | --------------------------------------------- |
|                                               |                                               |                                               |                                               |                                               |
| Румуни                                        | Румуни                                        |                                               | 431                                           | 62,6%                                         |
| Украјинци                                     | Украјинци                                     |                                               | 251                                           | 36,4%                                         |
| Словаци                                       | Словаци                                       |                                               | 7                                             | 1,0%                                          |